# Manuel Pérez de Guzmán y Boza
Manuel Pérez de Guzmán y Boza (Jerez de los Caballeros, 1852-Sevilla, 1929) fue un bibliófilo, editor y político español. Hermano de Juan Pérez de Guzmán y Boza, ostentó el título de marqués de Jerez de los Caballeros.

## Biografía
Era hermano gemelo de Juan Pérez de Guzmán y Boza, que heredó el título de duque de T'Serclaes. Nació en Jerez de los Caballeros en 1852, el día 7 de abril, y al igual que su hermano se trasladó a Sevilla para cursar la carrera de Derecho, en la que José Cascales Muñoz cree que no llegó a licenciarse, o bien lo hizo tardíamente. Se aficionó a la bibliografía y a los estudios literarios y no tardó en figurar a la cabeza de la Sociedad de Bibliófilos Andaluces. Pronto logró reunir en su notable biblioteca una colección de Romanceros y Cancioneros, digna en opinión de Cascales de competir con las mejores del mundo. En 1902 vendió a Archer Milton Huntington su colección de libros, que terminó en los fondos de la Hispanic Society of America. Ostentó el título de marqués de Jerez de los Caballeros.
A imitación de su hermano Juan, costeó numerosas ediciones de libros raros o curiosos, así como también de otros nuevos y originales, de escritores contemporáneos, a quienes con frecuencia protegía, pudiendo citarse entre estas publicaciones los siguientes títulos: Panegírico por la Poesía; Panegírico al chocolate, por el capitán Castro de Torres; Don Sancho el de Peñalén, leyenda tradicional de la historia de Navarra, por Santos Landa; Décimas á la Inmaculada Concepción de Nuestra Señora, de diferentes autores; Glosa de Jorge de Montemayor á las coplas de Jorge Manrique; Lágrimas de San Pedro, por Rodrigo Fernández de Rivera; Mesa florecida de romances, coplas y villancicos al Santísimo Sacramento, por Jusepe Auñón; Tratado de la caza del vuelo, por el capitán Fernando Tamariz de la Escalera, con un discurso, un apéndice y unas notas de José Gutiérrez de la Vega; Descripción de varias fiestas de toros, por Fermín de Sarasa y Arce; Soliloquios amorosos de un alma á Dios, por Félix Lope de Vega Carpio; Anfiteatro de Felipe el Grande, por José Pellicer de Tovar, con un discurso preliminar de José Gutiérrez de la Vega; Los perros de caza españoles, apuntes cogidos al vuelo, por José Gutiérrez de la Vega, con un apéndice sobre las Chasses á Mallorca; Cancionero de Nuestra Señora para cantar la Pascua en la Natividad de Nuestro Señor Jesucristo, compuesto por Rodrigo de Reinosa, nueva edición dedicada al Niño Jesús; Cántico en acción de gracias á la Virgen del Sagrario de Toledo, por haber cesado la peste en dicha ciudad el día en que salió en procesión hasta Zocodover, 23 de Agosto de 1885, poesías selectas de Juan Nepomuceno Justiniano y Arribas; Historia de muchos Juanes, romances por Luis Montoto y Rautenstrauch; Algunas rimas castellanas de el Abad D. Antonio de Maluenda, natural de Burgos; Chávala, historia disfrazada de novela por J. López Valdemoro, conde de las Navas, y Glorias sevillanas, noticia histórica de la devoción y culto que la muy Noble y muy Leal ciudad de Sevilla ha profesado á la Inmaculada Concepción de la Virgen María desde los tiempos de la antigüedad hasta la presente época, por el presbítero Manuel Serrano y Ortega.
En su carrera política ejerció los cargos de diputado y senador, además del de concejal en Sevilla. Falleció en Sevilla en junio de 1929.